# Juliana Domingos
Juliana Domingos, destacada deportista brasileña de la especialidad de Canotaje que fue campeona suramericana en Medellín 2010.

## Trayectoria
La trayectoria deportiva de Juliana Domingos se identifica por su participación en los siguientes eventos nacionales e internacionales:

### Juegos Suramericanos
Fue reconocido su triunfo de ser la sexta deportista con el mayor número de medallas de la selección de  Brasil en los juegos de Medellín 2010.

#### Juegos Suramericanos de Medellín 2010
Su desempeño en la novena edición de los juegos, se identificó por ser la decimoquinta deportista con el mayor número de medallas entre todos los participantes del evento, con un total de 6 medallas:

- , Medalla de oro: Canoe/Kayak Flatwater Racing Kayak Double (K-2) 200 m Women
- , Medalla de oro: Canotaje/Kayak Kayak Cuatro (K-4) 1000 m Mujeres
- , Medalla de oro: Canotaje/Kayak Kayak Cuatro (K-4) 200 m Mujeres
- , Medalla de oro: Canotaje/Kayak Kayak Cuatro (K-4) 500 m Mujeres
- , Medalla de plata: Canotaje/Kayak Kayak Doble (K-2) 500 m Mujeres
- , Medalla de bronce: Canotaje/Kayak Kayak Doble (K-2) 1000 m Mujeres